# BRL-37344
BRL-37344是一种药物，分子式C19H22ClNO4，为β-3肾上腺素受体选择性激动剂，已针对各种生物医学的应用开展了相关研究，但尚未提供临床使用。